# Palazzo Giustinian Pesaro
Palazzo Giustinian Pesaro è un palazzo veneziano sito nel sestiere di Cannaregio e affacciato sul Canal Grande tra la Ca' d'Oro e Palazzo Morosini Sagredo.

## Storia
Il Palazzo risale al tardo XIV secolo: è stato ristrutturato più tardi durante il XVIII e il XIX secolo. Ne è stato convertito l'uso da abitazione ad attività alberghiera nel 2006: attualmente (2014) è in vendita.

## Architettura
Il prospetto gotico, perfettamente ristrutturato, presenta i risultati delle numerose manomissioni che l'hanno interessato nel corso dei secoli. La facciata, caratterizzata da due piani nobili arricchiti da altrettante quadrifore disposte sulla destra, appare asimmetrica. Ogni quadrifora è supportata da una coppia di monofore; tutte le aperture ogivali sono circondate da cornici dentellate e decorate dal tipico fiore al vertice, mentre i poggioli sono cinquecenteschi.
La facciata che prospetta sull'ampio giardino è stata risistemata durante il XVIII secolo, mentre l'intero complesso è stato sopraelevato nell'Ottocento.